# Cuillère (pêche)
Pour les articles homonymes, voir Cuillère (homonymie).

Une cuillère aussi orthographiée cuiller est un leurre utilisé pour pêcher à la traine ou au moulinet en rivière ou en mer. Le but d'une cuillère est d'imiter le comportement d'un poisson nageant dans l'eau pour qu'un poisson prédateur tente de l'avaler.

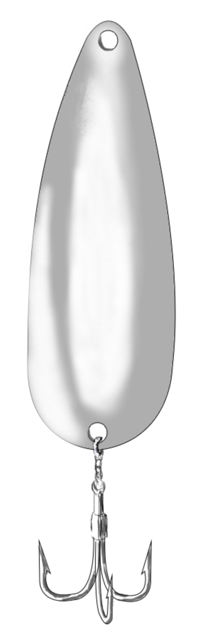
Une cuillère ondulante

## Type de cuillères et composition
Il existe différents types de cuillères : tournantes et ondulantes.
Les cuillères tournantes sont composées d’un hameçon triple ou simple, une corde à piano sur laquelle est enfilé un lest, des billes en métal et la palette. Les cuillères tournantes les plus classique sont les fameuses MEPPS aglia de Andrée meulnart, l’inventeur de ce type de cuillère. 
Les cuillères ondulantes sont simplement composées d’un hameçon simple ou triple, d’un morceau de métal allongé et, le plus souvent, d’un œillet en acier. 
Les cuillères ont différentes formes et tailles. La forme des cuillères ondulantes n’a pas de nom.
Les cuillères tournantes en revanche ont des formes bien précises : la forme "feuille de saule" (de forme fine, allongée et se finissant en pointe), la forme "Colorado" (en forme de goutte d’eau) et la forme "Indiana" (de forme légèrement plus allongée que la "Colorado").
Il existe plusieurs tailles de cuillères pour la cuillère "Colorado" et "Indiana" : 00 ; 0 ; 1 ; 2 ; 3 ; 4 ; 5 ; 6 ; 7. 
Les Nos 00 ; 1 ; 2 sont prévues pour pêcher de petits salmonidés et de petits carnassiers (perchette, brocheton, etc.).
Le No 3 sert à cibler les grosses truites, les perches et les chevesnes de belle taille.
Les Nos 4 et 5 vont attirer de plus gros poissons, brochets, petits silures (1 mètre environ), etc.
Les Nos 6 et 7 vont servir a pêcher des poissons de grande taille : brochet métré, gros silure, etc.
Pour les cuillères "feuille de saule" il n'y a pas de taille 00; 0; 1; 2 , il y a aussi une taille supplémentaire la 4,5
Les cuillères "feuille de saule" sont souvent utilisées sur les spinerbait en duo avec une cuillère "Colorado".

## Principe de fonctionnement
- La partie tournante de la cuillère communément appelée "palette" est légèrement courbée pour pouvoir tourner ou onduler avec la force fournie par le moulinet et ainsi attirer les poissons.